# Peter II van Bourbon
Peter II van Bourbon (Moulins, 1 december 1438 - aldaar, 10 oktober 1503) was van 1476 tot aan zijn dood heer van Beaujeu en graaf van Clermont, van 1477 tot aan zijn dood graaf van La Marche, van 1488 tot aan zijn dood graaf van Forez en hertog van Auvergne en Bourbon en van 1488 tot 1489 graaf van L'Isle-en-Jourdain. Bovendien was hij van 1483 tot 1491 regent van Frankrijk. Hij behoorde tot het huis Bourbon.

## Vroege leven, huwelijk en koninklijke voorkeur
Peter II was de vierde zoon van hertog Karel I van Bourbon en diens echtgenote Agnes, dochter van hertog Jan zonder Vrees van Bourgondië. Als loyale en capabele onderdaan van de Franse kroon won hij steeds meer het respect van koning Lodewijk XI van Frankrijk. Aanvankelijk was hij verloofd met Maria, de zus van hertog Lodewijk van Orléans, de latere koning Lodewijk XII van Frankrijk. Lodewijk XI verbrak de verloving echter omdat hij niet wilde dat de twee grootste feodale dynastieën van Frankrijk een alliantie zouden vormen. In de plaats nam Lodewijk maatregelen om beide dynastieën dichter bij de Franse kroon te brengen.
Lodewijk XI huwelijkte zijn oudste dochter Anna uit aan Peter. Hun huwelijk vond plaats op 3 november 1473. Als blijk van zijn voorkeur aan hem, dwong Lodewijk Peters oudere broer Jan II om hem in 1476 het graafschap Clermont en de heerlijkheid Beaujeu te geven. Hierdoor kreeg Peter een zitje in de koninklijke raad. Ook kreeg hij in 1477 van Lodewijk XI het graafschap La Marche toegewezen.

## Regent van Frankrijk en hertog van Bourbon
Op het moment van het overlijden van Lodewijk XI in 1483 was Peter een van de weinige koninklijke dienaren die in zijn gunst was gebleven. Daarom stelde Lodewijk XI op zijn sterfbed Peter aan als de regent van zijn zoon Karel VIII. Peter en zijn echtgenote Anna namen direct hun verantwoordelijkheid op en bereidden zich voor om de leiding van een regentenregering op zich te nemen. Om te vermijden dat er een regentenraad moest geïnstalleerd worden, werd Karel VIII al snel tot koning gekroond. De nog maar dertienjarige Karel regeerde hierdoor in theorie zelfstandig, maar in de praktijk lag de echte macht bij Peter II en Anna. 
Door hun regentschap waren Peter en Anna in 1488 in staat om een eigen machtsbasis op te bouwen in de Bourbonnais toen ze in het bezit kwamen van de volledige Bourbonerfenis. Dit gebeurde na het overlijden van Peters broer Jan II en nadat Peter zijn broer Karel II had gedwongen om van zijn erfrechten af te zien. Hierdoor werd Peter, die reeds heer van Beaujeu en graaf van Clermont en La Marche was, bovendien hertog van Bourbon, hertog van Auvergne, graaf van Forez en graaf van L'Isle-en-Jourdain. Peter had eveneens de controle over het graafschap Gien, dat in handen was van zijn echtgenote Anna.
Peter en Anna slaagden er vervolgens in om in december 1488 Bourbon-Lancy aan hun domeinen toe te voegen en in juni 1489 verhandelden ze L'Isle-en-Jourdain aan het huis Armagnac in ruil voor Carlades en Murat. Peter kreeg deze domeinen van koning Karel VIII in absoluut recht, waardoor ze niet konden terugkeren naar de Franse kroon en waardoor Peter en Anna een eigen erfopvolger konden aanduiden. Peter en Anna hadden twee kinderen: een dochter Suzanna (1491-1521) en een zoon Karel (1476-1498), die de titel van graaf van Clermont had.
Vanaf 1491 was de invloed van Peter en Anna aan het Franse hof tanende; Karel VIII was nu volwassen en weigerde nog voogdij van zijn familie te aanvaarden. Karel verbrak het niet-geconsummeerde huwelijk met Margaretha van Oostenrijk dat Peter en Anna voor hem gearrangeerd hadden en huwde in de plaats met hertogin Anna van Bretagne. Ook gaf Karel VIII tot afgrijzen van Peter en Anna Margaretha's bruidsschat - Artesië en de Franche-Comté - terug aan haar broer Filips de Schone. Ook konden ze Karels desastreuze militaire expedities in Italië niet verhinderen, hoewel Peter en Anna de controle over Frankrijk hadden bij Karels afwezigheid. Ze bleven belangrijke figuren aan het Franse koninklijk hof tijdens de regering van Karel VIII, maar ze werden in hun macht beperkt. Toen Lodewijk XII in 1498 koning van Frankrijk werd, trok Peter zich grotendeels terug uit het Franse hofleven.

## Erfopvolging in Bourbon
Omdat Peter geen overlevende mannelijke nakomelingen had, was zijn belangrijke erfopvolgster zijn dochter Suzanna. Toen de meer behoedzame Lodewijk XII koning van Frankrijk werd, was het voor Suzanna's toekomst en die van de territoria van de Bourbons belangrijk dat ze een echtgenoot had die haar steunde in haar erfenis, die riskeerde betwist te worden door de Franse kroon of de Montpensiers, die na Suzanna de belangrijkste erfgenamen waren van Peter II.
Nadat de Montpensiers Suzanna's erfenisrechten erkenden, besliste Peter om Suzanna te verloven met hertog Karel IV van Alençon (1489-1525), een favoriet van de Franse koning Lodewijk XII. Op 21 maart 1501 werd hun verlovingscontract ondertekend in Moulins. Voordat het huwelijk kon doorgaan, stierf Peter II in oktober 1503 op 64-jarige leeftijd aan koorts. Zijn echtgenote Anna verbrak vervolgens de verloving tussen Anna en Karel IV van Alençon en huwelijkte Suzanna uit aan graaf Karel van Montpensier. Op die manier verhinderde ze een erfdispuut over de domeinen van de Bourbons, die het jonge echtpaar gezamenlijk bestuurde.

## Kwartierstaat (voorouders)
| Lodewijk II van Bourbon (1337-1410) | Lodewijk II van Bourbon (1337-1410) | Lodewijk II van Bourbon (1337-1410) | Lodewijk II van Bourbon (1337-1410) | Lodewijk II van Bourbon (1337-1410) | Lodewijk II van Bourbon (1337-1410) | Anna van Auvergne (1358-1417) | Anna van Auvergne (1358-1417) | Anna van Auvergne (1358-1417)    | Anna van Auvergne (1358-1417)    | Anna van Auvergne (1358-1417)    | Anna van Auvergne (1358-1417)    |                                  |                                  | Jan van Berry (1340-1416)       | Jan van Berry (1340-1416)       | Jan van Berry (1340-1416)                       | Jan van Berry (1340-1416)                       | Jan van Berry (1340-1416)                       | Jan van Berry (1340-1416)                       | Johanna van Armagnac (1346–1387)                | Johanna van Armagnac (1346–1387)                | Johanna van Armagnac (1346–1387) | Johanna van Armagnac (1346–1387) | Johanna van Armagnac (1346–1387) | Johanna van Armagnac (1346–1387) |                                  |                                  | Filips de Stoute (1342-1404)     | Filips de Stoute (1342-1404)     | Filips de Stoute (1342-1404) | Filips de Stoute (1342-1404) | Filips de Stoute (1342-1404)       | Filips de Stoute (1342-1404)       | Margaretha III van Vlaanderen (1350-1405) | Margaretha III van Vlaanderen (1350-1405) | Margaretha III van Vlaanderen (1350-1405) | Margaretha III van Vlaanderen (1350-1405) | Margaretha III van Vlaanderen (1350-1405) | Margaretha III van Vlaanderen (1350-1405) |                                  |                                  | Albrecht van Beieren (1336-1404) | Albrecht van Beieren (1336-1404) | Albrecht van Beieren (1336-1404)   | Albrecht van Beieren (1336-1404)   | Albrecht van Beieren (1336-1404)   | Albrecht van Beieren (1336-1404)   | Margaretha van Brieg (ca. 1342–1386) | Margaretha van Brieg (ca. 1342–1386) | Margaretha van Brieg (ca. 1342–1386) | Margaretha van Brieg (ca. 1342–1386) | Margaretha van Brieg (ca. 1342–1386) | Margaretha van Brieg (ca. 1342–1386) |  |  |  |  |  |  |  |  |  |  |  |  |  |  |  |  |  |  |  |  |  |  |  |  |  |  |  |  |  |  |  |  |  |  |  |  |  |  |  |  |  |  |  |  |  |  |  |  |
| Lodewijk II van Bourbon (1337-1410) | Lodewijk II van Bourbon (1337-1410) | Lodewijk II van Bourbon (1337-1410) | Lodewijk II van Bourbon (1337-1410) | Lodewijk II van Bourbon (1337-1410) | Lodewijk II van Bourbon (1337-1410) | Anna van Auvergne (1358-1417) | Anna van Auvergne (1358-1417) | Anna van Auvergne (1358-1417)    | Anna van Auvergne (1358-1417)    | Anna van Auvergne (1358-1417)    | Anna van Auvergne (1358-1417)    |                                  |                                  | Jan van Berry (1340-1416)       | Jan van Berry (1340-1416)       | Jan van Berry (1340-1416)                       | Jan van Berry (1340-1416)                       | Jan van Berry (1340-1416)                       | Jan van Berry (1340-1416)                       | Johanna van Armagnac (1346–1387)                | Johanna van Armagnac (1346–1387)                | Johanna van Armagnac (1346–1387) | Johanna van Armagnac (1346–1387) | Johanna van Armagnac (1346–1387) | Johanna van Armagnac (1346–1387) |                                  |                                  | Filips de Stoute (1342-1404)     | Filips de Stoute (1342-1404)     | Filips de Stoute (1342-1404) | Filips de Stoute (1342-1404) | Filips de Stoute (1342-1404)       | Filips de Stoute (1342-1404)       | Margaretha III van Vlaanderen (1350-1405) | Margaretha III van Vlaanderen (1350-1405) | Margaretha III van Vlaanderen (1350-1405) | Margaretha III van Vlaanderen (1350-1405) | Margaretha III van Vlaanderen (1350-1405) | Margaretha III van Vlaanderen (1350-1405) |                                  |                                  | Albrecht van Beieren (1336-1404) | Albrecht van Beieren (1336-1404) | Albrecht van Beieren (1336-1404)   | Albrecht van Beieren (1336-1404)   | Albrecht van Beieren (1336-1404)   | Albrecht van Beieren (1336-1404)   | Margaretha van Brieg (ca. 1342–1386) | Margaretha van Brieg (ca. 1342–1386) | Margaretha van Brieg (ca. 1342–1386) | Margaretha van Brieg (ca. 1342–1386) | Margaretha van Brieg (ca. 1342–1386) | Margaretha van Brieg (ca. 1342–1386) |  |  |  |  |  |  |  |  |  |  |  |  |  |  |  |  |  |  |  |  |  |  |  |  |  |  |  |  |  |  |  |  |  |  |  |  |  |  |  |  |  |  |  |  |  |  |  |  |
|                                     |                                     |                                     |                                     |                                     |                                     |                               |                               |                                  |                                  |                                  |                                  |                                  |                                  |                                 |                                 |                                                 |                                                 |                                                 |                                                 |                                                 |                                                 |                                  |                                  |                                  |                                  |                                  |                                  |                                  |                                  |                              |                              |                                    |                                    |                                           |                                           |                                           |                                           |                                           |                                           |                                  |                                  |                                  |                                  |                                    |                                    |                                    |                                    |                                      |                                      |                                      |                                      |                                      |                                      |  |  |  |  |  |  |  |  |  |  |  |  |  |  |  |  |  |  |  |  |  |  |  |  |  |  |  |  |  |  |  |  |  |  |  |  |  |  |  |  |  |  |  |  |  |  |  |  |
|                                     |                                     |                                     |                                     | Jan I van Bourbon (1381-1434)       | Jan I van Bourbon (1381-1434)       | Jan I van Bourbon (1381-1434) | Jan I van Bourbon (1381-1434) | Jan I van Bourbon (1381-1434)    | Jan I van Bourbon (1381-1434)    |                                  |                                  |                                  |                                  |                                 |                                 | Marie de Berry, gravin van Auvergne (1375–1434) | Marie de Berry, gravin van Auvergne (1375–1434) | Marie de Berry, gravin van Auvergne (1375–1434) | Marie de Berry, gravin van Auvergne (1375–1434) | Marie de Berry, gravin van Auvergne (1375–1434) | Marie de Berry, gravin van Auvergne (1375–1434) |                                  |                                  |                                  |                                  |                                  |                                  |                                  |                                  |                              |                              | Jan zonder Vrees (1371-1419)       | Jan zonder Vrees (1371-1419)       | Jan zonder Vrees (1371-1419)              | Jan zonder Vrees (1371-1419)              | Jan zonder Vrees (1371-1419)              | Jan zonder Vrees (1371-1419)              |                                           |                                           |                                  |                                  |                                  |                                  | Margaretha van Beieren (1363-1423) | Margaretha van Beieren (1363-1423) | Margaretha van Beieren (1363-1423) | Margaretha van Beieren (1363-1423) | Margaretha van Beieren (1363-1423)   | Margaretha van Beieren (1363-1423)   |                                      |                                      |                                      |                                      |  |  |  |  |  |  |  |  |  |  |  |  |  |  |  |  |  |  |  |  |  |  |  |  |  |  |  |  |  |  |  |  |  |  |  |  |  |  |  |  |  |  |  |  |  |  |  |  |
|                                     |                                     |                                     |                                     | Jan I van Bourbon (1381-1434)       | Jan I van Bourbon (1381-1434)       | Jan I van Bourbon (1381-1434) | Jan I van Bourbon (1381-1434) | Jan I van Bourbon (1381-1434)    | Jan I van Bourbon (1381-1434)    |                                  |                                  |                                  |                                  |                                 |                                 | Marie de Berry, gravin van Auvergne (1375–1434) | Marie de Berry, gravin van Auvergne (1375–1434) | Marie de Berry, gravin van Auvergne (1375–1434) | Marie de Berry, gravin van Auvergne (1375–1434) | Marie de Berry, gravin van Auvergne (1375–1434) | Marie de Berry, gravin van Auvergne (1375–1434) |                                  |                                  |                                  |                                  |                                  |                                  |                                  |                                  |                              |                              | Jan zonder Vrees (1371-1419)       | Jan zonder Vrees (1371-1419)       | Jan zonder Vrees (1371-1419)              | Jan zonder Vrees (1371-1419)              | Jan zonder Vrees (1371-1419)              | Jan zonder Vrees (1371-1419)              |                                           |                                           |                                  |                                  |                                  |                                  | Margaretha van Beieren (1363-1423) | Margaretha van Beieren (1363-1423) | Margaretha van Beieren (1363-1423) | Margaretha van Beieren (1363-1423) | Margaretha van Beieren (1363-1423)   | Margaretha van Beieren (1363-1423)   |                                      |                                      |                                      |                                      |  |  |  |  |  |  |  |  |  |  |  |  |  |  |  |  |  |  |  |  |  |  |  |  |  |  |  |  |  |  |  |  |  |  |  |  |  |  |  |  |  |  |  |  |  |  |  |  |
|                                     |                                     |                                     |                                     |                                     |                                     |                               |                               |                                  |                                  | Karel I van Bourbon (1401-1456)  | Karel I van Bourbon (1401-1456)  | Karel I van Bourbon (1401-1456)  | Karel I van Bourbon (1401-1456)  | Karel I van Bourbon (1401-1456) | Karel I van Bourbon (1401-1456) |                                                 |                                                 |                                                 |                                                 |                                                 |                                                 |                                  |                                  |                                  |                                  |                                  |                                  |                                  |                                  |                              |                              |                                    |                                    |                                           |                                           |                                           |                                           | Agnes van Bourgondië (1407-1476)          | Agnes van Bourgondië (1407-1476)          | Agnes van Bourgondië (1407-1476) | Agnes van Bourgondië (1407-1476) | Agnes van Bourgondië (1407-1476) | Agnes van Bourgondië (1407-1476) |                                    |                                    |                                    |                                    |                                      |                                      |                                      |                                      |                                      |                                      |  |  |  |  |  |  |  |  |  |  |  |  |  |  |  |  |  |  |  |  |  |  |  |  |  |  |  |  |  |  |  |  |  |  |  |  |  |  |  |  |  |  |  |  |  |  |  |  |
|                                     |                                     |                                     |                                     |                                     |                                     |                               |                               |                                  |                                  | Karel I van Bourbon (1401-1456)  | Karel I van Bourbon (1401-1456)  | Karel I van Bourbon (1401-1456)  | Karel I van Bourbon (1401-1456)  | Karel I van Bourbon (1401-1456) | Karel I van Bourbon (1401-1456) |                                                 |                                                 |                                                 |                                                 |                                                 |                                                 |                                  |                                  |                                  |                                  |                                  |                                  |                                  |                                  |                              |                              |                                    |                                    |                                           |                                           |                                           |                                           | Agnes van Bourgondië (1407-1476)          | Agnes van Bourgondië (1407-1476)          | Agnes van Bourgondië (1407-1476) | Agnes van Bourgondië (1407-1476) | Agnes van Bourgondië (1407-1476) | Agnes van Bourgondië (1407-1476) |                                    |                                    |                                    |                                    |                                      |                                      |                                      |                                      |                                      |                                      |  |  |  |  |  |  |  |  |  |  |  |  |  |  |  |  |  |  |  |  |  |  |  |  |  |  |  |  |  |  |  |  |  |  |  |  |  |  |  |  |  |  |  |  |  |  |  |  |
|                                     |                                     |                                     |                                     |                                     |                                     |                               |                               |                                  |                                  |                                  |                                  |                                  |                                  |                                 |                                 |                                                 |                                                 |                                                 |                                                 |                                                 |                                                 |                                  |                                  |                                  |                                  |                                  |                                  |                                  |                                  |                              |                              |                                    |                                    |                                           |                                           |                                           |                                           |                                           |                                           |                                  |                                  |                                  |                                  |                                    |                                    |                                    |                                    |                                      |                                      |                                      |                                      |                                      |                                      |  |  |  |  |  |  |  |  |  |  |  |  |  |  |  |  |  |  |  |  |  |  |  |  |  |  |  |  |  |  |  |  |  |  |  |  |  |  |  |  |  |  |  |  |  |  |  |  |
|                                     |                                     |                                     |                                     |                                     |                                     |                               |                               |                                  |                                  |                                  |                                  |                                  |                                  |                                 |                                 |                                                 |                                                 |                                                 |                                                 |                                                 |                                                 |                                  |                                  |                                  |                                  |                                  |                                  |                                  |                                  |                              |                              |                                    |                                    |                                           |                                           |                                           |                                           |                                           |                                           |                                  |                                  |                                  |                                  |                                    |                                    |                                    |                                    |                                      |                                      |                                      |                                      |                                      |                                      |  |  |  |  |  |  |  |  |  |  |  |  |  |  |  |  |  |  |  |  |  |  |  |  |  |  |  |  |  |  |  |  |  |  |  |  |  |  |  |  |  |  |  |  |  |  |  |  |
| Jan II van Bourbon (1426-1488)      | Jan II van Bourbon (1426-1488)      | Jan II van Bourbon (1426-1488)      | Jan II van Bourbon (1426-1488)      | Jan II van Bourbon (1426-1488)      | Jan II van Bourbon (1426-1488)      |                               |                               | Karel II van Bourbon (1433-1488) | Karel II van Bourbon (1433-1488) | Karel II van Bourbon (1433-1488) | Karel II van Bourbon (1433-1488) | Karel II van Bourbon (1433-1488) | Karel II van Bourbon (1433-1488) |                                 |                                 | Isabella van Bourbon (1436-1465)                | Isabella van Bourbon (1436-1465)                | Isabella van Bourbon (1436-1465)                | Isabella van Bourbon (1436-1465)                | Isabella van Bourbon (1436-1465)                | Isabella van Bourbon (1436-1465)                |                                  |                                  | Lodewijk van Bourbon (1438-1482) | Lodewijk van Bourbon (1438-1482) | Lodewijk van Bourbon (1438-1482) | Lodewijk van Bourbon (1438-1482) | Lodewijk van Bourbon (1438-1482) | Lodewijk van Bourbon (1438-1482) |                              |                              | Margaretha van Bourbon (1438-1483) | Margaretha van Bourbon (1438-1483) | Margaretha van Bourbon (1438-1483)        | Margaretha van Bourbon (1438-1483)        | Margaretha van Bourbon (1438-1483)        | Margaretha van Bourbon (1438-1483)        |                                           |                                           | Peter II van Bourbon (1438-1503) | Peter II van Bourbon (1438-1503) | Peter II van Bourbon (1438-1503) | Peter II van Bourbon (1438-1503) | Peter II van Bourbon (1438-1503)   | Peter II van Bourbon (1438-1503)   |                                    |                                    | 3 zusters en 2 broers                | 3 zusters en 2 broers                | 3 zusters en 2 broers                | 3 zusters en 2 broers                | 3 zusters en 2 broers                | 3 zusters en 2 broers                |  |  |  |  |  |  |  |  |  |  |  |  |  |  |  |  |  |  |  |  |  |  |  |  |  |  |  |  |  |  |  |  |  |  |  |  |  |  |  |  |  |  |  |  |  |  |  |  |